# Hans Schwartz
Hans Schwartz (ur. 1 marca 1913, zm. 31 maja 1991) – niemiecki piłkarz, obrońca. Brązowy medalista MŚ 34.
W reprezentacji Niemiec zagrał 2 razy. Debiutował 27 maja 1934 w meczu z Belgią podczas finałów mistrzostw świata i był to jego jedyny występ w turnieju. Był wówczas piłkarzem SC Victoria Hamburg. Drugi raz w kadrze zagrał w tym samym roku.